# Hyles mauritanica
Hyles mauritanica är en fjärilsart som beskrevs av Mina-palumbo och Failla-tedaldi 1889. Hyles mauritanica ingår i släktet Hyles och familjen svärmare. Inga underarter finns listade i Catalogue of Life.